# Pachyschelus fisheri
Pachyschelus fisheri es una especie de escarabajo joya del género Pachyschelus, familia Buprestidae. Fue descrita científicamente por Vogt en 1949.